# Çoban Yıldızı
Çoban Yıldızı es una serie de televisión turca de 2017, producida por Most Production y emitida por Fox Turquía.

## Trama
A pesar de sus protestas, la joven Zühre es obligada a casarse con el rico y poderoso Fikret Karakaya, un hombre mucho mayor que ella. Sin embargo, en su noche de bodas, arriesga su vida y huye. En este escape encontrará protección en Seyit, un albañil que eventualmente se enamora de ella. Zekkar, el despiadado hijo de Fikret, se obsesionará con poseer a la joven y convertirá sus vidas en una pesadilla.

## Reparto
- Şükrü Özyıldız como Seyit Zahir.
- Selin Şekerci como Zühre Filiz.
- Menderes Samancılar como Fikret Karakaya.
- Selim Bayraktar como Zekkar Karakaya.
- Arif Erkin como Mustafa Zahir.
- Erdem Akakçe como Erdal.
- Serhat Özcan como İbrahim Zahir.
- Aysun Metiner como Sırma Karakaya.
- Feyza Işık como Cevahir Zahir.
- Elif Çakman como Şerife Gönen.
- Taygun Sungar como Ali Karakaya.
- Sahra Şaş como Rüveyda Zahir.
- Cenan Çamyurdu como Hasan Filiz.
- Cihan Bıkmaz como madre de Zühre.
- Özlem Çakar Yalçınkaya como Beyaz.
- Neslihan Can como Ceylan.
- Sinem Ünsal como Güneş.
- Özgür Emre Yıldırım como Tarık.
- Gülru Pekdemir como Nilgün.
- Yüksel Ünal como Cabbar.
- İsmail Onat Ateş como Abbas.
- Ayşe Selen como Fatma Zahir.
- Şebnem Sönmez como Meryem.
- Sezai Altekin como Yavuz Giray.
- Özkan Uğur
- Kübra Kip
- Köksal Engür como Seyfi.